# Haut Valromey
Haut Valromey község Franciaország Auvergne-Rhône-Alpes régiójában, Ain megyében. Új községként 2016. január 1-jén jött létre Hotonnes, Le Grand-Abergement, Le Petit-Abergement és Songieu egyesítésével. A négy korábbi település delegált község státusszal az új község része lett. Lakosainak száma 777 fő (2022. január 1.).

## Népesség
| 2021 | 786 |
| 2022 | 777 |